# Mathilde Irrmann

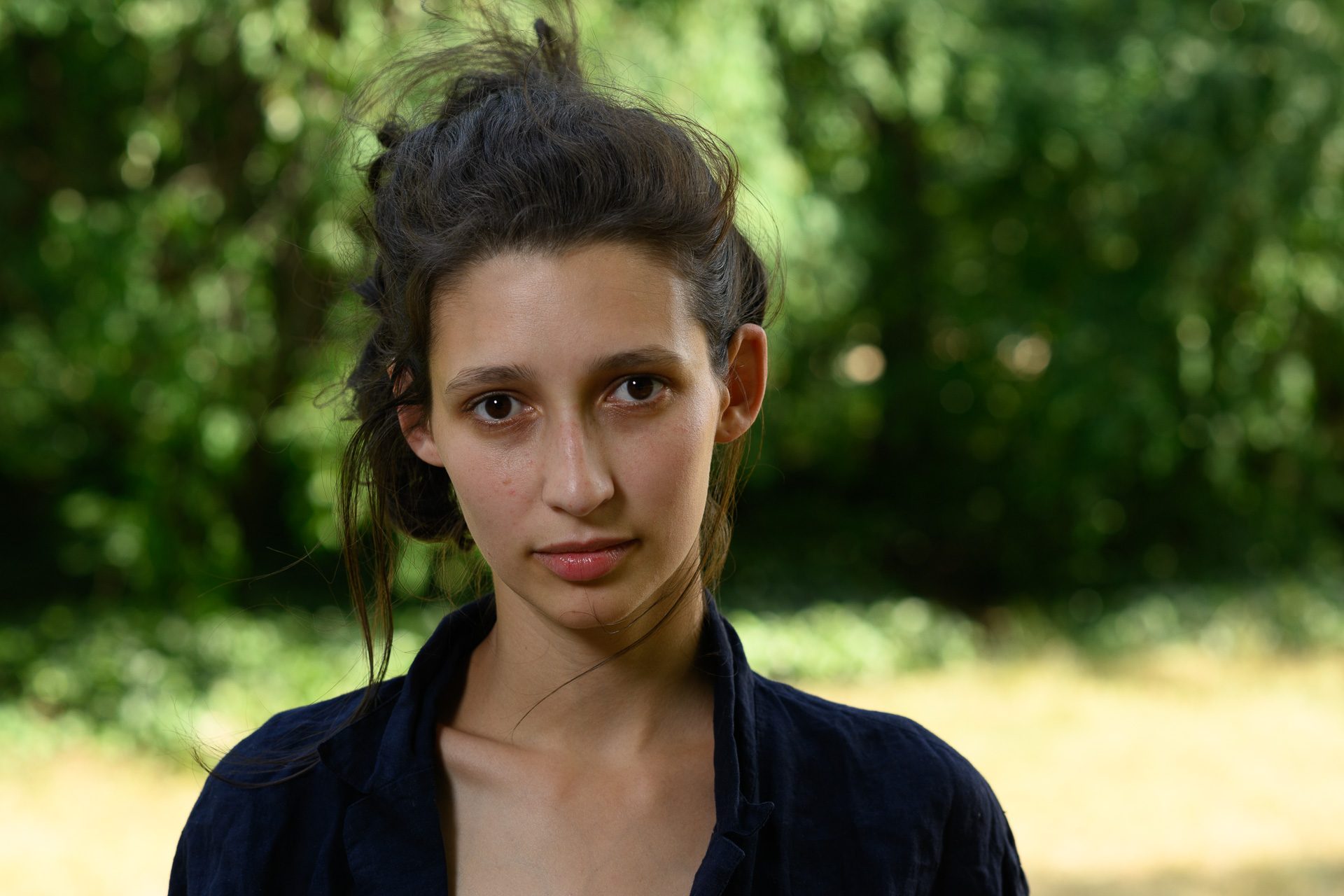
Mathilde Irrmann, 2022

Mathilde Irrmann (* 11. November 1993 in Straßburg) ist eine französische Schauspielerin, Filmemacherin und Künstlerin.

## Leben und Karriere
Mathilde Irrmann wurde 1993 in Straßburg geboren und wuchs dort auf. Für ihre schauspielerische Ausbildung besuchte die fließend Deutsch sprechende Französin 2009 bis 2014 das Conservatoire d’art dramatique de Strasbourg und Workshops an der Filmschauspielschule Berlin.
Seit 2011 arbeitet sie als Theaterschauspielerin. Ihr Debüt vor der Kamera gab die Nachwuchsschauspielerin 2016 in einer tragenden Rolle in der im ZDF ausgestrahlten Filmkomödie Ein Sommer in Südfrankreich. Außerdem spielt sie die Rolle der Vicky in der Serie Bad Banks.
Seit 2015 arbeitet sie auch hinter der Kamera und führt zum Beispiel gemeinsam mit Greg Blakey (australischer Regisseur) Regie bei einem Dokumentarfilm, der sich Künstlern aus dem ehemaligen Jugoslawien widmet.
Irrmann engagiert sich im Bündnis der Letzten Generation.

## Filmografie (Auswahl)
- 2016: Ein Sommer in Südfrankreich (Fernsehfilm)
- 2018–2020: Bad Banks (Fernsehserie, 8 Episoden)
- 2019: The Audience (Kurzfilm)
- 2023: SOKO Stuttgart (Fernsehserie, Episode 14x18)
- 2023: Gondola (Spielfilm)